# Тойкино (Большесосновский район)
Тойкино — село в Большесосновском районе Пермского края. Административный центр Тойкинского сельского поселения.

## История
Населённый пункт был основан в 1715 году. Первоначально — «деревня Тойкино на пустоши на вотяцкой селидьбе». Основан русскими ясашными крестьянами (они платили ясак) на землях удмуртов. Селом стал в 1832 году, когда здесь была построена церковь. Название получил от удмуртского личного имя Туйка.
До 1924 года Тойкино являлось центром Тойкинской волости Сарапульского уезда Вятской губернии, а до ноября 1959 года оно входило в состав Черновского района.
В 1922 году в Тойкино в рамках оказания сельскохозяйственной помощи работала т. н. Американская тракторная бригада.

## Географическое положение
Расположено на реке Потка, правом притоке реки Чёрная, примерно в 30 км к юго-западу от центра района, села Большая Соснова.

## Население
| 2010 |
| ---- |
| 295  |

## Улицы[3]
- Гагарина ул.
- Заречная ул.
- Ленина ул.
- Молодёжная ул.
- Нижняя ул.
- Школьная ул.

## Топографические карты
- Лист карты O-40-85 Петропавловск. Масштаб: 1 : 100 000. Состояние местности на 1983 год. Издание 1984 г.